# Homalocephala texensis

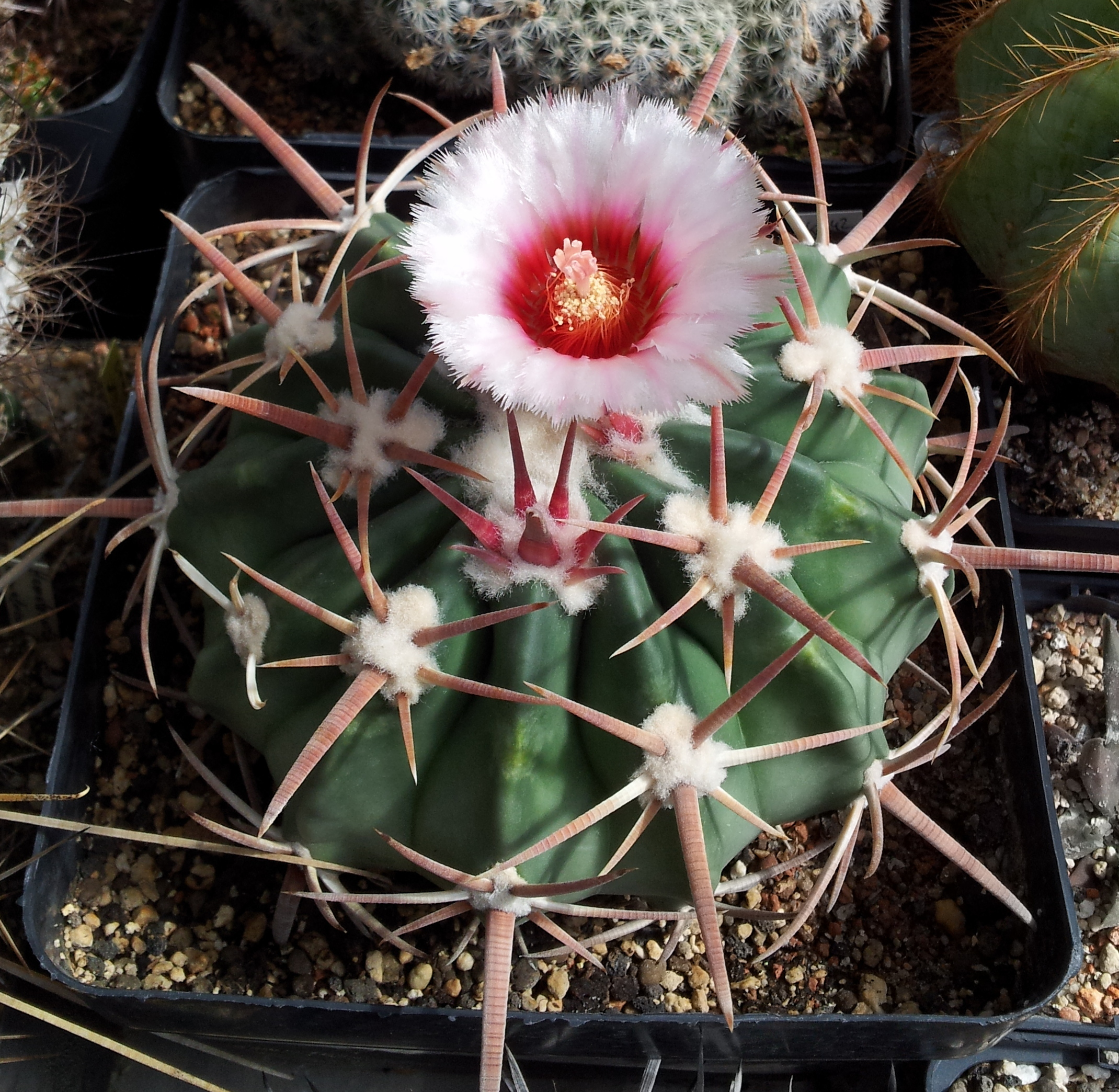
Pflanze in Kultur mit geöffneter Blüte

Homalocephala texensis ist eine Pflanzenart in der Gattung Homalocephala aus der Familie der Kakteengewächse (Cactaceae).  Das Artepitheton texensis verweist auf das Vorkommen der Art im US-Bundesstaat Texas. Fremdsprachige Trivialnamen sind „Candy Cactus“, „Devil’s Head Cactus“, „Devil’s Pincushion“, „Horse Crippler Cactus“, „Mancacaballo“, „Monco Caballo“ und „Viznaga“.

## Beschreibung
Homalocephala texensis wächst einzeln mit abgeflacht kugelförmigen Trieben, die bei Durchmessern von bis 30 Zentimetern Wuchshöhen von 12 bis 20 Zentimetern erreichen. Es sind 13 bis 27 Rippen vorhanden. Die dicht stehenden, rötlichen Dornen sind auffallend quer gebändert, kräftig und verjüngt. Der einzelne, steif abwärts gebogene, abgeflachte Mitteldorn ist 3 bis 7,5 Zentimeter lang. Er ist stets länger als die Randdornen. Die 5 bis 7 ausgebreiteten, abgeflachten Randdornen sind 2,5 bis 5 Zentimeter lang.
Die hellrosafarbenen bis weißen Blüten haben eine rote Mitte. Sie erreichen Längen von 5 bis 6 Zentimetern und ebensolche Durchmesser. Die bei der Reife fleischigen, roten Früchte sind 5 Zentimeter lang und weisen Durchmesser von 2,5 bis 3,8 Zentimetern auf.

## Verbreitung, Systematik und Gefährdung
Das Verbreitungsgebiet von Homalocephala texensis erstreckt sich vom Süden der Vereinigten Staaten bis in den Norden und Osten Mexikos.
Die Erstbeschreibung als Echinocactus texensis wurde 1842 durch Carl Hopffer veröffentlicht. Nathaniel Lord Britton und Joseph Nelson Rose stellten die Art 1922 in die Gattung Homalocephala.
In der Roten Liste gefährdeter Arten der IUCN wird die Art als „Least Concern (LC)“, d. h. als nicht gefährdet geführt.

## Nachweise